# Cerastium candidissimum
Cerastium candidissimum là loài thực vật có hoa thuộc họ Cẩm chướng. Loài này được Correns mô tả khoa học đầu tiên năm 1909.